# Tim Green (Tenorsaxophonist)
Tim Green (* 1956 oder 1957; † Ende August 2014 in New Orleans) war ein US-amerikanischer Jazzmusiker (Tenorsaxophon, gelegentlich auch Sopran-, Bariton- und Basssaxophon), der in der Musikszene von New Orleans aktiv war.

## Leben und Wirken
Green wuchs in Bridgeport (Connecticut) auf und spielte zuerst Tamburin, bevor er in der High School das Saxophon entdeckte. Nach seinem High-School-Abschluss zunächst in New York und Boston; ein früher Mentor war Grover Washington junior. Nach einem Semester am Berklee College of Music zog er nach New Orleans, wo er Ende der 1970er-Jahre mit Walter „Wolfman“ Washington und Irma Thomas arbeitete, später auch mit Gulfstream and the Stick Band, Michael Ray, James Singleton, Ellis Marsalis, Clarence Gatemouth Brown, Bruce Hornsby, Maceo Parker, den Indigo Girls und Medeski, Martin & Wood. Peter Gabriel holte ihn zu mehreren Plattenproduktionen; mit ihm ging er international auf Tournee; auch spielte er mit der Dirty Dozen Brass Band, Naked on the Floor und dem großformatigen Naked Orchestra. Im Bereich des Jazz war er an Aufnahmesessions bei Fred Wesley und Dennis González (Old Time Revival, 2003, und Renegade Spirits, 2008) beteiligt.
Green war außerdem Vorsitzender der Louisiana Jazz Federation und Geschäftsführer der Radiostation WRBH-FM. Seinen letzten Auftritt hatte er am 25. August 2014 im Club Blue Nile mit einer Reggae-Band; drei Tage später wurde er tot in seinem Haus im Vorort Bywater aufgefunden.